# Postranice
Postranice ali bibe (znanstveno ime Amphipoda) so red rakov, v katerega uvrščamo okrog 7.000 danes živečih opisanih vrst, ki živijo večinoma v morjih in jih prepoznamo po bočno sploščenem telesu. Njihovo znanstveno ime je sestavljeno iz latinske predpone amphi- - »obojevrsten« in grške besede ποδός (podos) - »noga«. Nanaša se na značilnost teh živali, da imajo del nog prilagojenih za premikanje (plavanje, skakanje oz. hojo), del pa za prehranjevanje.

## Telesne značilnosti
Večina vrst ima bočno sploščeno telo, zaradi česar so pogosto obrnjene na bok; iz tega izvira tudi slovensko ime skupine. Veliki so največkrat med 5 in 15 mm; največja opisana vrsta je Alicella giganticus, ki doseže do 14 cm v dolžino, najmanjše pa so manjše od enega milimetra. Za razliko od mnogih drugih rakov njihovega oprsja ne prekriva karapaks. Prvi člen in včasih tudi drugi sta zlita z glavo, zato ima njihovo oprsje navidez samo osem členov. Glava nosi dva para močnih tipalnic, sestavljene oči in obustni aparat. Oči so lahko pri jamskih predstavnikih reducirane, nekatere globokomorske vrste pa imajo vsako oko razdeljeno v dve, eno obrnjeno navzgor in eno naprej.
Vsak člen oprsja nosi po en par okončin; prvi par sodi k obustnem aparatu (t. i. maksilipeda), drugi in tretji par sta pogosto povečana in kavljasta ali škarjasta, žival jih uporablja za grabljenje plena, preostale noge - pereopodi - pa so namenjene plavanju in prezračevanju škrg. Kokse (prvi členi) oprsnih okončin so velike in ploščate, njihov videz še okrepi sploščen videz telesa. Pri njihovih bazah izraščajo škrge.
Zadek se ne ločuje očitno od oprsja. Sprednji trije členi nosijo pleopode - okončine oblikovane za plavanje in prezračevanje. Zadnji trije pari so za razliko od ostalih višjih rakov uropodi; obrnjeni so nazaj in služijo za skakanje, kopanje ali plavanje, odvisno od vrste. Zadek se zaključi s kratkim telzonom.
Za vse opisane značilnosti obstajajo med postranicami izjeme, saj obstaja mnogo ozko specializiranih vrst, ki so lahko močno preoblikovane.

## Razmnoževanje
Samice privabljajo samce s feromoni, ki jih ti zaznajo s čutili na sprednjem paru tipalnic. Razmnoževanje je najbolje opisano pri predstavnikih rodu Gammarus in sorodnih; samec pri teh vrstah zgrabi samico in jo drži pod seboj dokler se ta zadnjič ne levi. Potem samec zavije svoj zadek okrog samice, tako da se njegovi uropodi dotikajo samičine spolne odprtine in izbrizga spermije, ki jih samica potisne vase z nogami. Potem se ločita. Samica nato izloči jajčeca v valilnik, kjer jih oplodi, lističi valilnika pa preprečujejo da bi padla ven. Pri zelo specializiranih vrstah lahko parjenje poteka tudi drugače.
Preobrazba je nepopolna. Vrste, ki živijo v sladkih vodah zmernega pasu, imajo letno po eno generacijo, samica izleže največkrat med 15 in 50 jajčec. Morske vrste imajo po 2 do 750 jajčec v leglu in pogosto več kot eno generacijo letno. Življenjska doba je največkrat okoli enega leta.

## Ekologija
Večina vrst je pelaških; predstavniki podreda Hyperiidea živijo v povezavi z morskimi nevretenčarji, predvsem salpami, cevkaši, meduzami in rebračami. Odnos je pogosto priskledniški, nekateri pa živijo tudi v sožitju ali zajedajo na drugem organizmu. Predstavniki družine Phronimidae živijo v nekakšnih sodčkih, ki jih naredijo tako, da izdolbejo salpe in se naselijo v notranjost. Pelaške vrste, ki živijo kot plankton, so še posebej razširjene v Južnem oceanu, kjer predstavljajo večino favne rakov. Med njimi so rastlinojede, vsejede in plenilske vrste, pa tudi učinkoviti mrhovinarji in filtratorji.
Nekaj vrst je sladkovodnih, redke pa so poselile tudi kopno, kjer živijo pogosto v zelo specifičnih ekoloških nišah. Kopenske vrste pripadajo družini Talitridae. Tudi kopenske vrste dihajo s škrgami, kar pomeni, da potrebujejo zelo vlažno okolje. Živijo v pesku ali med naplavinami na obalah, v listnem odpadu v gozdovih ipd. Jamske vrste, predvsem tiste iz rodu Niphargus (slepe postranice) so med najpogostejšimi prebivalci jam.
Večina bentoških vrst je dobrih kopačev; po podlagi rijejo v iskanju hrane in se vkopljejo za zavetje. Nekatere si poleg tega gradijo tulce, ki so lahko zgrajeni iz enostavno zbitega mulja ali pa kompleksnejši, zgrajeni iz različnih materialov in zlepljeni z izločki postranic.